# Рибалочка рудогрудий
Рибалочка рудогрудий (Chloroceryle inda) — вид сиворакшоподібних птахів родини рибалочкових (Alcedinidae). Мешкає в Центральній і Південній Америці.

## Опис
Довжина птаха становить 24 см, самці важать 46-60 г, самиці 53-62 г. Верхня частина тіла темно-зелена, блискуча, на крилах білі плями, нижня частина тіла руда, на потилиці руда пляма. У самиць на грудях вузька біла пляма, пера на ній мають зелені кінчики. Забарвлення молодих птахів є подібним до забарвлення самиць, однак крила і спина у них більш плямисті. Очі темно-карі, лапи темно-сірі.

## Підвиди
Виділяють два підвиди:
- C. i. inda (Linnaeus, 1766) — від Нікарагуа до північного Парагваю і південно-східної Бразилії;
- C. i. chocoensis Todd, 1943 — захід Колумбії і північний захід Еквадору.

## Поширення і екологія
Рудогруді рибалочки мешкають в Нікарагуа, Коста-Риці, Панамі, Колумбії, Еквадорі, Перу, Болівії, Венесуелі, Гаяні, Суринамі, Французькій Гвіані, Бразилії і Парагваї. Вони живуть в густих вологих рівнинних тропічних лісах, на берегах річок і озер. Зустрічаються на висоті до 400 м над рівнем моря. Живляться рибою довжиною до 12 см, а також ракоподібними. Вони сидять на гілці низько над водою, після чого пірнають у воду за здобиччю. Гніздяться в горизонтальних норах, яких риють на берегах річок. В кладці від 3 до 5 білих яйця.